# Афина (фильм, 2022)
«Афина» (фр. Athena) — фильм французского режиссёра Ромена Гавраса с Дали Бенссала и Антони Бажоном в главных ролях, премьера которого состоялась в сентябре 2022 года на 79-м Венецианском кинофестивале. Картина получила негативные отзывы критиков.

## Сюжет
Действие фильма происходит в одном из криминальных районов Парижа под названием Афина. Его герои — представители этнической диаспоры, которые устраивают беспорядки. На фоне противостояния местных жителей и полиции разворачивается борьба между тремя братьями, военнослужащим, наркодилером, пытающимся спасти свой бизнес, и организатором беспорядков.

## В ролях
- Дали Бенссала — Абдель
- Антони Бажон — Жером
- Сами Слимани — Карим
- Алексис Маненти — Себастьян

## Создание и оценки
Ромен Гаврас сам написал сценарий «Афины» совместно с Ладжом Ли. Производством занималась компания Iconoclast Films, причём фильм создавался специально для Netflix. Съёмки проходили на окраине Парижа. Премьера фильма состоялась в начале сентября 2022 года на 79-м Венецианском кинофестивале, а цифровой релиз начался 23 сентября.
Ещё до премьеры «Афина» рассматривалась как потенциальный претендент на «Оскар» от Франции. Однако критики встретили картину прохладно; в числе её недостатков называют излишнюю театральность, обилие оперной хореографии, чрезмерную ставку на красивую метафору о готовой взорваться Франции, которая «считывается, но не вызывает сильных эмоций». Дмитрий Елагин («Фильм.ру») заявил в своей рецензии, что в «Афине» при явной актуальности темы нет ничего, «кроме повестки, пошлой музыки и красиво поставленных кадров». На сайте-агрегаторе отзывов Rotten Tomatoes фильм получил рейтинг 83% при средней оценке 7,9 из 10.